# Molophilus (Molophilus) sequoiae
Molophilus (Molophilus) sequoiae is een tweevleugelige uit de familie steltmuggen (Limoniidae). De soort komt voor in het Nearctisch gebied.